# Bauhof (Rötz)
Bauhof ist ein Ortsteil der Stadt Rötz im Landkreis Cham des Regierungsbezirks Oberpfalz im Freistaat Bayern.

## Geografie
Bauhof liegt am Fuß des 706 Meter hohen Schwarzwihrberges auf dessen Ostseite, 1,3 Kilometer südwestlich der Bundesstraße 22, 650 Meter nordöstlich der Staatsstraße 2151, 2 Kilometer nordwestlich von Rötz und 900 Meter nordöstlich der Schwarzach.

## Geschichte
Der zur Schwarzenburg gehörige Meierhof Bauhof (auch: Hofbau, Meyerhof vnder dem Schloß, Churfürstlicher Pau- oder Pfleghof) wurde 1417 erstmals urkundlich erwähnt.
1522 wurde Bauhof als „Meyerhof vnder dem Schloß“ (= Meierhof unter dem Schloss) aufgezeichnet. Der Pfleger von Schwarzenburg und Rötz saß bis 1542 auf der Schwarzenburg. Danach hatte er seinen Sitz auf dem Pfleghof Bauhof. Dort befand sich auch das Haus des Amtsförsters.
1717 und 1721 diente Bauhof als Amtswohnung des Johann Ferdinandt von Pfetten und als Forsthaus des Vinzenz Mayr Forster. Es hatte 2 Häuser und 2 Feuerstätten. 1792 gab es in Bauhof 5 Anwesen.
1808 hatte Bauhof 6 Anwesen, darunter 1 Forsthaus, 2 Häuser und 3 Leerhäusl, 1 Hirtenhaus und 1 Weber.
1808 wurde die Verordnung über das allgemeine Steuerprovisorium erlassen. Mit ihr wurde das Steuerwesen in Bayern neu geordnet und es wurden Steuerdistrikte gebildet. Dabei kam Bauhof zum Steuerdistrikt Hetzmannsdorf. Der Steuerdistrikt Hetzmannsdorf bestand aus den Dörfern Bauhof, Grassersdorf und Hetzmannsdorf und der Einöde Schellhof.
1820 wurden im Landgericht Waldmünchen Ruralgemeinden gebildet. Dabei kam Bauhof zur landgerichtlichen Ruralgemeinde Hetzmannsdorf. Die Gemeinde Hetzmannsdorf bestand aus den beiden Dörfern Bauhof mit 10 Familien und Hetzmannsdorf mit 21 Familien und der Einöde Schellhof mit einer Familie. 1945 wurde die Gemeinde Hetzmannsdorf mit Bauhof und Schellhof in die Stadt Rötz eingegliedert.
Bauhof gehört zur Pfarrei Rötz. 1997 hatte Bauhof 51 Katholiken.

## Einwohnerentwicklung ab 1820
| Jahr | Einwohner   | Gebäude |
| ---- | ----------- | ------- |
| 1820 | 10 Familien | k. A.   |
| 1838 | 59          | 7       |
| 1861 | 58          | 17      |
| 1871 | 52          | 23      |
| 1885 | 58          | 9       |
| 1900 | 47          | 8       |
| 1913 | 56          | 9       |

| Jahr | Einwohner | Gebäude |
| ---- | --------- | ------- |
| 1925 | 61        | 8       |
| 1950 | 55        | 8       |
| 1961 | 52        | 9       |
| 1970 | 44        | k. A.   |
| 1987 | 53        | 11      |
| 2011 | 51        | k. A.   |

## Tourismus und Sehenswürdigkeiten
Das Gelände der Ansiedlung Bauhof bildet ein Bodendenkmal mit der Denkmalnummer D-3-6641-0160. Hier befanden sich das frühneuzeitliche Pflegschloss und der mittelalterliche Wirtschaftshof der Schwarzenburg.
Bauhof liegt am Burgenweg-Oberpfalz, der hier mit dem Goldsteig und dem Main-Donau-Weg zusammenfällt. Außerdem führen die Mountainbikewege MTB-8, MTB-13, MTB-23 und die Trans Bayerwald Südroute durch Bauhof.